# 翼茎白粉藤
翼茎白粉藤（学名：Cissus pteroclada）又名翼茎粉藤，为葡萄科白粉藤属下的一个种。

## 扩展阅读
- 維基物種上的相關：翼茎白粉藤